# Tatagata
Tatagata é o epíteto mais usado pelo Buda para referir-se a si mesmo. O termo em Pali pode ser dissecado em:
- tatha (assim, ou tal) + gata (ir)

ou então em:
- tatha + agata (vir / oposto de gata)

Portanto o significado de Tatagata é impreciso, talvez de maneira intencional, entre "assim ido" ou "assim vindo", referindo-se ao estado iluminado de Buda, aquele que transcendeu a existência em samsara.